# Dumbo (2019)
Dumbo ist ein US-amerikanischer Fantasy-Film von Walt Disney Pictures, der unter der Regie von Tim Burton entstand. Produziert wurde der Film von Justin Springer, Derek Frey, Katterli Frauenfelder und Ehren Kruger, welcher auch das Drehbuch verfasste. Der Film basiert auf der Geschichte Dumbo, the Flying Elephant (1939) von Helen Aberson und Harold Pearl und enthält einzelne Elemente aus dem gleichnamigen Disney-Film von 1941. In den Hauptrollen wirken unter anderem Colin Farrell, Eva Green, Michael Keaton, Danny DeVito und Alan Arkin mit, wobei viele bereits in früheren Produktionen von Burton zu sehen waren.
Der Film kam am 29. März 2019 in den USA in die Kinos, in Deutschland erschien er bereits am 28. März 2019.

## Handlung
1919, nach dem Ersten Weltkrieg, kehrt der Kunstreiter Holt Farrier mit nur einem Arm zum Zirkus der Medici-Brüder zurück, der von Max Medici geleitet wird. Der Zirkus ist in finanziellen Schwierigkeiten, und Medici war gezwungen, die Zirkuspferde zu verkaufen, nachdem Holts Frau und Partnerin Annie an den Folgen der Spanischen Grippe gestorben war. Medici stellt Holt als Pfleger für den trächtigen Elefanten Mrs. Jumbo ein.
Mrs. Jumbo bringt ein Junges mit außergewöhnlich großen Ohren zur Welt, und Medici beauftragt Holt, die Ohren zu verschleiern, bevor die Öffentlichkeit das Kalb sehen kann. Doch bei seiner ersten Vorstellung im Zirkus enthüllt der Kleine versehentlich seine Ohren. Die Menge bezeichnet ihn spöttisch als Dumbo und bewirft ihn mit Erdnüssen und anderen Gegenständen. Mrs. Jumbo ist verzweifelt. Erbost über die schlechte Behandlung ihres Kalbs wütet sie im Ring, verursacht erhebliche Schäden und tötet versehentlich einen tierquälerischen Betreuer während der Tour in Joplin, Missouri. Um Problemen mit der Presse aus dem Weg zu gehen, verkauft Medici Mrs. Jumbo. Holts Kinder, Joe und Milly, trösten Dumbo und entdecken, dass der kleine Elefant fliegen kann, indem er mit den Ohren schlägt. Die Kinder finden auch heraus, dass Federn der Auslöser zu Dumbos Bereitschaft zu fliegen sind. In einer Aufführung spielt Dumbo die Rolle eines Feuerwehrclowns, um ein Feuer mit Wasser aus seinem Rüssel zu löschen: Aber die Aufführung missglückt, und Dumbo ist auf einer hohen Plattform gefangen, die von Flammen umgeben ist. Milly riskiert mutig ihr Leben, um Dumbo eine Feder zu bringen, was ihm das Vertrauen gibt, zu fliegen. Das Publikum ist verblüfft, als Dumbo fliegt, und die Zeitungen berichten von seinem ungewöhnlichen Talent.
V. A. Vandevere, Unternehmer und Eigentümer des Dreamland-Vergnügungsparks schlägt Medici daraufhin eine Zusammenarbeit vor: Medici wird Partner von Vandevere, und die Truppe des Medici Brothers’ Circus wird für Auftritte in Dreamland eingestellt. Später fordert Vandevere, dass Dumbo zusammen mit der französischen Trapezkünstlerin Colette Marchant fliegen soll.
Bei dem Debüt-Auftritt von Colette und Dumbo in Dreamland fällt Dumbo beinahe von einer hohen Plattform und gerät in Panik, denn es gibt kein Sicherheitsnetz. Dabei hört Dumbo seine Mutter, die im abgelegenen „Nightmare Island“, eine Art Horrorabteilung von Dreamland, eingesperrt ist. Dumbo unterbricht die Show und fliegt aus der Zirkusarena zu ihr. Aus Angst, dass Mrs. Jumbo für Dumbo eine zu große Ablenkung wird, befiehlt der gehässige Vandevere, sie wegzubringen und zu töten. Vandevere feuert auch alle Medici-Künstler aus Dreamland. Als Holt und der Rest der Medici-Truppe erfahren, was Vandevere mit Mrs. Jumbo vorhat, beschließen sie, die beiden Elefanten zu befreien. Die Zirkusartisten nutzen ihre verschiedenen Fähigkeiten, um Mrs. Jumbo aus ihrem Gehege zu befreien, während Holt und Colette Dumbo helfen, aus dem Zirkus hinaus zu fliegen. Vandevere versucht vergeblich, dies zu verhindern, entfacht aber versehentlich ein Feuer, das durch einen Fehler im Stromsystem von Dreamland ausgelöst wird. Das Feuer breitet sich aus und zerstört den Park.
Nachdem der kleine Elefant Holt und seine Familie vor dem Feuer gerettet hat, bringt die Zirkustruppe Dumbo und seine Mutter zum Hafen, wo sie ein Schiff zurück zu ihrer Heimat in Indien besteigen. Danach wird der Zirkus als „Medici Family Circus“ wieder aufgebaut und gedeiht mit Colette als jüngstem Gruppenmitglied, und Milly organisiert eine wissenschaftliche Ausstellung. Die Artisten sind als Tiere verkleidet entsprechend der neuen Richtlinie des Zirkus, wilde Tiere nicht in Gefangenschaft zur Unterhaltung des Publikums zu halten.
In der Zwischenzeit treffen Dumbo und seine Mutter im Dschungel auf eine Herde wilder Elefanten, die ihren neuesten Mitgliedern applaudieren, während der kleine Elefant erfreut über die Freiheit und das Zusammensein mit seiner Mutter umherfliegt.

## Produktion

### Vorproduktion
Am 8. Juli 2014 wurde angekündigt, dass eine Realverfilmung von Dumbo geplant sei. Für das Drehbuch wurde Ehren Kruger beauftragt. Justin Springer wird mit ihm den Film produzieren. Am 10. März 2015 wurde bekannt, dass Tim Burton Regie führen wird.

### Casting
Anfangs war Will Smith für die Hauptrolle im Gespräch, ehe er ablehnte. Schließlich bekam Colin Farrell die Rolle des Holt Farrier. Im März 2017 wurde bekannt, dass Eva Green die Rolle der Zirkusartistin Colette Marchant und Danny DeVito die des Zirkusdirektors Max Medici übernehmen wird. Im April 2017 wurde Michael Keaton für die Rolle des skrupellosen Geschäftsmannes und Antagonisten V. A. Vandevere verpflichtet. Zuvor war eine Zeit lang Tom Hanks für diese Rolle im Gespräch. Im Laufe des Sommers 2017 wurde bekannt, dass auch Alan Arkin, Joseph Gatt und Deobia Oparei Teil des Hauptcasts sind.

### Dreharbeiten
Die Dreharbeiten begannen im Juli 2017 im Vereinigten Königreich und endeten im November desselben Jahres. Erste bewegte Bilder aus dem Film gab es auf der CinemaCon 2018 zu sehen.

### Veröffentlichung
Am 15. Juli 2017 gab Disney bekannt, dass Dumbo voraussichtlich am 29. März 2019 veröffentlicht wird. Deutscher Kinostart ist einen Tag zuvor, am 28. März 2019. Der offizielle Teaser-Trailer sowie das erste Poster wurden am 13. Juni 2018 veröffentlicht. Der erste volle Trailer folgte am 15. November 2018, nachdem einen Tag zuvor ein neues Poster herausgegeben worden war.

## Synchronisation
| Rolle                | Darsteller     | Sprecher           |
| -------------------- | -------------- | ------------------ |
| Holt Farrier         | Colin Farrell  | Florian Halm       |
| V. A. Vandevere      | Michael Keaton | Joachim Tennstedt  |
| Max Medici           | Danny DeVito   | Hans-Rainer Müller |
| Colette Marchant     | Eva Green      | Elisabeth von Koch |
| J. Griffin Remington | Alan Arkin     | Jan Spitzer        |
| Baritone Bates       | Michael Buffer | Matti Klemm        |
| Hans Brugelbecker    | Lars Eidinger  | Lars Eidinger      |
| Joe Farrier          | Finley Hobbins | Vincent Dreiseitl  |
| Milly Farrier        | Nico Parker    | Tilda Kortemeier   |
| Neils Skellig        | Joseph Gatt    | Axel Malzacher     |
| Pramesh Singh        | Roshan Seth    | Mike Carl          |
| Rongo                | Deobia Oparei  | Pat Zwingmann      |
| Rufus Sorghum        | Phil Zimmerman | Erhard Hartmann    |
| Sekretärin Verna     | Sandy Martin   | Manuela Renard     |
| Sotheby              | Douglas Reith  | Claus-Peter Damitz |

## Unterschiede zum Zeichentrickfilm
Das Remake orientiert sich inhaltlich sehr lose am Animationsklassiker von 1941. Die Geschichte um Holt Farrier und seine Kinder kam im Original nicht vor, ebenso wenig der hinterlistige Geschäftsmann Vandevere oder die Artistin Colette Marchant. Außerdem werden Dumbo und seine Mutter am Ende wieder in die Wildnis zurückgebracht, während sie im Zeichentrickfilm beim Zirkus bleiben. Während im Zeichentrickfilm die „Rosa Elefanten“ durch Alkoholeinfluss entstehen, werden sie im Remake als Zirkusdarbietung durch übergroße Seifenblasen erzeugt. Für die neue Verfilmung hat die norwegische Künstlerin Aurora das Lied Baby Mine neu interpretiert.

## Kritik
„Mit großem Aufwand realisierte Neuverfilmung des Trickfilmklassikers aus dem Jahr 1941, die in einer Mischung aus Realfilm und Computeranimation einen nahezu naturalistischen Blick auf die in der Depressionszeit nach dem Ersten Weltkrieg angesiedelte Geschichte wirft. Erst in der zweiten Hälfte entwickelt sich in Ansätzen jener Zauber, der das Original zum zeitlosen Klassiker werden ließ.“